# Wasteland (film, 2012)
A Wasteland egy 2012-es pornófilm , amelyet Graham Travis írt és rendezett. A főszereplők Lily Carter és Lily LaBeau. A film számos díjat nyert, köztük 2013-as legjobb film AVN-díját.

## Díjak és jelölések
| Év   | Esemény                                                   | Eredmény | Díj                                                  | Jelölt                                                                     |
| ---- | --------------------------------------------------------- | -------- | ---------------------------------------------------- | -------------------------------------------------------------------------- |
| 2012 | Los Angeles International Underground Film Festival Award | Elnyerte | Best Narrative Feature                               | N/A                                                                        |
| 2012 | Los Angeles International Underground Film Festival Award | Elnyerte | Best Actress                                         | Lily Carter                                                                |
| 2013 | AVN Award                                                 | Elnyerte | Best Actress                                         | Lily Carter                                                                |
| 2013 | AVN Award                                                 | Jelölve  | Best Actress                                         | Lily LaBeau                                                                |
| 2013 | AVN Award                                                 | Elnyerte | Best Cinematography                                  | Alex Ladd, Carlos D. & Mason                                               |
| 2013 | AVN Award                                                 | Elnyerte | Best Director – Feature                              | Graham Travis                                                              |
| 2013 | AVN Award                                                 | Elnyerte | Best Drama                                           | N/A                                                                        |
| 2013 | AVN Award                                                 | Jelölve  | Best DVD Extras                                      | N/A                                                                        |
| 2013 | AVN Award                                                 | Elnyerte | Best Editing                                         | Graham Travis                                                              |
| 2013 | AVN Award                                                 | Jelölve  | Best Girl/Girl Sex Scene                             | Lily Carter & Lily LaBeau                                                  |
| 2013 | AVN Award                                                 | Jelölve  | Best Group Sex Scene                                 | Lily Carter, Lily LaBeau, Mick Blue, David Perry, Ramon Nomar & Toni Ribas |
| 2013 | AVN Award                                                 | Jelölve  | Best Music Soundtrack                                | N/A                                                                        |
| 2013 | AVN Award                                                 | Jelölve  | Best Oral Sex Scene                                  | Lily Carter & Lily LaBeau                                                  |
| 2013 | AVN Award                                                 | Jelölve  | Best Original Song for "Hear Me Out"                 | Erlisha Tamplin                                                            |
| 2013 | AVN Award                                                 | Jelölve  | Best Overall Marketing Campaign – Individual Project | N/A                                                                        |
| 2013 | AVN Award                                                 | Jelölve  | Best Packaging                                       | N/A                                                                        |
| 2013 | AVN Award                                                 | Elnyerte | Best Screenplay                                      | Graham Travis                                                              |
| 2013 | AVN Award                                                 | Elnyerte | Movie of the Year                                    | N/A                                                                        |
| 2013 | NightMoves Award                                          | Elnyerte | Best Feature Production (Editor's Choice)            | N/A                                                                        |
| 2013 | XBIZ Award                                                | Elnyerte | Feature Movie of the Year                            | N/A                                                                        |
| 2013 | XBIZ Award                                                | Elnyerte | Director of the Year - Feature Release               | Graham Travis                                                              |
| 2013 | XBIZ Award                                                | Elnyerte | Best Actress—Feature Movie                           | Lily Carter                                                                |
| 2013 | XBIZ Award                                                | Elnyerte | Best Actress—Feature Movie                           | Lily LaBeau                                                                |
| 2013 | XBIZ Award                                                | Elnyerte | Best Scene - Feature Movie                           | Lily Carter, Lily LaBeau, Mick Blue, Ramon Nomar, David Perry & Toni Ribas |
| 2013 | XBIZ Award                                                | Jelölve  | Screenplay of the Year                               | Graham Travis                                                              |
| 2013 | XBIZ Award                                                | Jelölve  | Best Cinematography                                  | Alex Ladd, Carlos Dee & Mason                                              |
| 2013 | XBIZ Award                                                | Jelölve  | Best Art Direction                                   | N/A                                                                        |
| 2013 | XBIZ Award                                                | Jelölve  | Best Music                                           | N/A                                                                        |
| 2013 | XBIZ Award                                                | Jelölve  | Best Editing                                         | Graham Travis                                                              |
| 2013 | XRCO Award                                                | Elnyerte | Best Release                                         | N/A                                                                        |
| 2013 | XRCO Award                                                | Elnyerte | Best Actress                                         | Lily Carter                                                                |
| 2013 | XRCO Award                                                | Jelölve  | Best Actress                                         | Lily LaBeau                                                                |